# Morti nel 1340
| Questa pagina contiene informazioni ricavate automaticamente dalle voci biografiche con l'ausilio del template Bio e di un bot. L'aggiornamento è periodico e automatico e ricostruisce completamente la pagina. Se manca una persona in questa lista, sei pregato di non aggiungerla, ma accertati piuttosto che la sua voce biografica contenga il template Bio e che i dati anagrafici siano correttamente compilati. Se il template Bio manca, inseriscilo tu stesso o, in alternativa, metti l'avviso {{tmp\|Bio}} che ne segnala la mancanza. Se i dati riportati sono sbagliati, correggi direttamente la voce biografica; le modifiche saranno visibili in questa lista entro pochi giorni. Per chiarimenti vedi il progetto biografie. La lista contiene solo le 29 persone che sono citate nell'enciclopedia e per le quali è stato implementato correttamente il template Bio. Pagina aggiornata al 10 giu 2025. |

- 20 febbraio - Mercenario da Monteverde, italiano
- 10 marzo - Enrico di Beaumont, militare scozzese
- 31 marzo - Ivan I di Russia, principe russo (n. 1288)
- 1º aprile - Gerardo III il Grande, conte di Holstein, nobile tedesco
- 6 aprile - Basilio di Trebisonda, imperatore bizantino
- 7 aprile - Jurij II di Galizia, nobile polacco (n. 1308)
- 19 giugno - Bonagrazia da Bergamo, predicatore e giurista italiano
- 18 agosto - Matteo Orsini, arcivescovo cattolico e cardinale italiano
- 23 agosto - Ricciardo Manfredi, condottiero italiano
- 5 settembre - Gentile da Matelica, religioso e missionario italiano (n. 1290)
- 16 settembre - Manfredo IV di Saluzzo, marchese italiano (n. 1262)
- 24 ottobre - Bailardino Nogarola, politico, ambasciatore e condottiero italiano
- 2 novembre - Niels Ebbesen, militare danese (n. 1308)
- 20 dicembre - Giovanni I di Baviera, nobile tedesco (n. 1329)
- 23 dicembre - Hugh de Courtenay, I conte di Devon, nobile britannico
- Al-Mustakfi, califfo arabo (n. 1285)
- Bahya ben Asher, rabbino e religioso spagnolo
- Buonamico Buffalmacco, pittore italiano
- Fulcieri da Calboli, nobile italiano
- Verde della Scala, nobile italiana
- Filippo di Maiorca, principe (n. 1288)
- Elisabetta di Holstein-Rendsburg, nobildonna tedesca (n. 1300)
- Köse Mihal, politico e militare bizantino
- Ottone VI di Weimar-Orlamünde, nobile tedesco (n. 1297)
- Agnese Pico, nobile italiana (n. 1303)
- Lando di Pietro, architetto, orafo e scultore italiano
- Ugolino I Sessi, politico italiano
- Gueraula de Codines, medico spagnolo (n. 1275)
- Fazio Novello della Gherardesca, conte